# Myristica cucullata
Myristica cucullata är en tvåhjärtbladig växtart som beskrevs av Markgraf. Myristica cucullata ingår i släktet Myristica och familjen Myristicaceae. Inga underarter finns listade i Catalogue of Life.